# 铁托—苏巴希奇协定
铁托-苏巴希奇协定是1944年下半年，南斯拉夫人民解放军和游击队领袖约瑟普·布罗兹·铁托与南斯拉夫王国流亡政府首相伊万·苏巴希奇（Ivan Šubašić）签订的兩個协定。该协定的目的是在二战后组建南斯拉夫全国解放委员会-南斯拉夫王国前流亡政府联合政府。